# 타이응우옌성
타이응우옌성(베트남어: Thái Nguyên / 太原省, 태원성)은 베트남 북부의 산악지대에 있는 성단위 행정 구역이다. 이곳은 2025년 기준으로 8,375.21km2의 자연 면적과 1,799,489명의 이곳은 8개의 민족으로 구성된 다민족 사회이다.
풍부한 광물 자원과 기후적인 입지가 좋아, 이 성에서는 국내외 투자자 모두에게 산업 발전의 기회를 제공한다. 타이응우옌은 교육 중심지로 알려져 있으며, 21개 대학과 전문대학을 갖춰서 전국 3위의 순위를 가지고 있다. 이 지방은 또한 럼동 성에 이어 2위로 16,000 헥타아르의 면적을 가진 차 산업의 중심지이기도 하다. 생산량은 연간 10만 톤이며, 건조된 차 생산량은 연간 25,000톤이다. 이곳에서 생산된 차는 베트남 전역에서 가장 우수한 품질을 가진 것으로 여겨진다.

## 어원
이 성의 어원은 한월어인 太原 발음에서 유래되었다.

## 지리
타이응우옌은 박깐 성, 빈푹 성, 뚜옌꽝 성, 랑선 성, 박장 성, 하노이, 6개의 성과 경계를 접하고 있다. 베트남의 수도 하노이는 이 성의 남쪽에 위치해 있다. 이곳은 홍강 삼각주를 통해 중화경제권과 연결되는 관문이기도 하다. 교역은 이 성에 있는 도로, 철도, 수로를 통해 이뤄지며, 주요 수로로는 꽁 강, 너이꼭 호수가 있다.

### 날씨
높은 산에서 저지대와 중간 내륙으로 기울어진 지형으로 겨울철 기온만 따지면, 타이응우옌은 3개의 기후 하위 지역이 있다. 보나이 현은 한냉한 하위 지대이며, 딘호아, 푸르엉과 보나이 현 남부는 온난 지대이며, 다이뚜, 동히, 푸빈, 포옌 현, 타이응우옌 시 그리고 꽁 읍쪽은 따듯한 지역이다.
가장 더운 달인 6월의 평균 기온은 28.9 °C이고, 가장 추운 달인 1월에는 15.2 °C이다. 최저 기록 값은 13.7 °C이다. 일년 중 일조 시간은 1,300 시간에서 1,750 시간 사이이며, 연중 몇 개월에 걸쳐 균일하게 분포해 있다. 타이응우옌의 기후는 5월에서 10월까지의 우기와 10월에서 5월까지의 건기로 뚜렷하게 구분된다. 연평균 강수량은 2,000 ~ 2,500 mm 범위에 속한다. 8월에는 비가 가장 많이 내리고, 1월에는 비가 가장 적게 내린다. 일반적으로 말해서, 타이응우옌의 기후는 농업과 임업 개발에 유리하다.

### 토양
총 면적은 3,534.45 km2이며 3가지로 나눌 수 있다. 산지는 48.4%를 차지하며 마그마, 암석 및 퇴적암의 붕괴로 형성된 곳이다. 언덕이 많은 토지는 31.4%의 면적을 차지하며 응축된 모래, 점토 및 옛날부터 쌓여온 충적층로 이루어져 있다. 다이뚜, 푸르엉과 같은 일부 지역의 언덕 지대는 높이가 120 ~ 200m이며 기울기가 5° ~ 20°이며 산업 작물 재배와 다년생 과일 재배에 이상적이다. 육지 토지는 12.4%를 차지하며, 일부는 하천에 흩어져 있어 급격한 홍수와 가뭄과 같은 심각한 기상 상태에 쉽게 노출될 수 있으며 수확하기가 어렵다. 총 육지 면적 중 2,207.89km2 (자연 면적의 65.22%)가 사용되고 1,096.69 km2 (자연 면적의 30.78%)는 사용되지 않고 있다. 미사용 토지 면적은 17.14 km2에 불과하다. 황무지와 방치된 언덕은 412.5 km2를 차지한다. 타이응우옌 성이 직면한 주요 문제는 이러한 황무지 지역을 복구하는 것이다.

## 행정 구역

### 시
- 송꽁시 (Thành phố Sông Công / 瀧公市)
- 타이응우옌시 (Thành phố Thái Nguyên / 太原市)
- 포옌시 (Thành phố Phổ Yên / 普安市)
- 박깐시(Bắc Kạn / 北𣴓)

### 현
- 다이뜨현 (Huyện Đại Từ / 大慈縣)
- 딘호아현 (Huyện Định Hóa / 定化縣)
- 동히현 (Huyện Đồng Hỷ / 洞喜縣)
- 푸빈현 (Huyện Phú Bình / 富平縣)
- 푸르엉현 (Huyện Phú Lương / 富良縣)
- 보냐이현 (Huyện Võ Nhai / 武崖縣)
- 바베현 (Ba Bể / 𠀧𣷭縣)
- 박통현 (Bạch Thông / 白通縣)
- 쩌돈현 (Chợ Đồn / 𢄂屯縣)
- 쩌머이현 (Chợ Mới / 𢄂買縣}
- 나리현 (Na Rì / 那夷縣)
- 응언선현 (Ngân Sơn / 銀山縣)
- 빡남현 (Pác Nặm / 咟淰縣)

## 관광명소
이 성에는 여러 관광 명소가 있다. 성도 바깥의 볼거리로는 다음과 같은 것이다.
- 누이꼭 호수
- 프엉호앙 동굴

## 갤러리

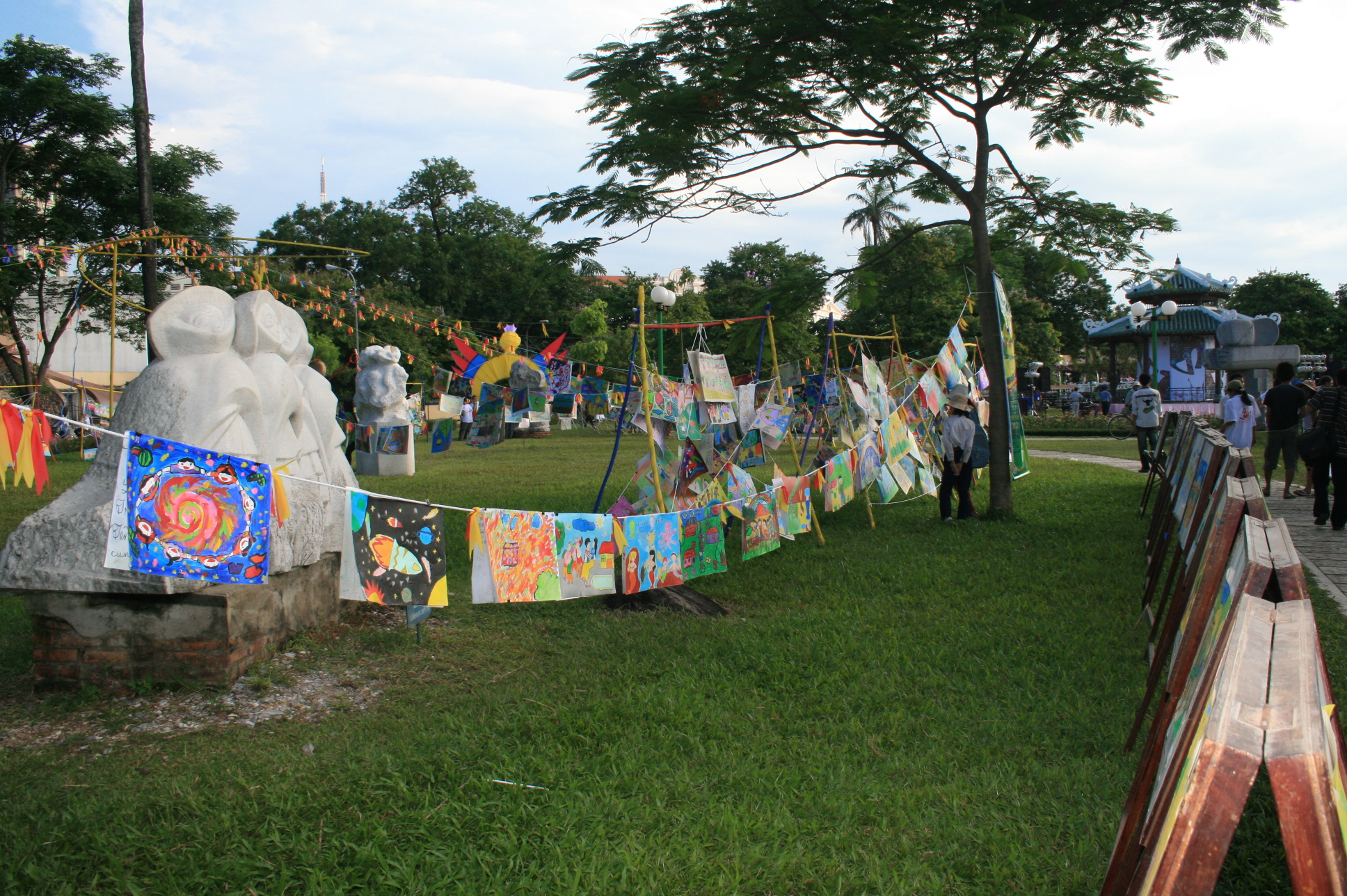
축제 장면
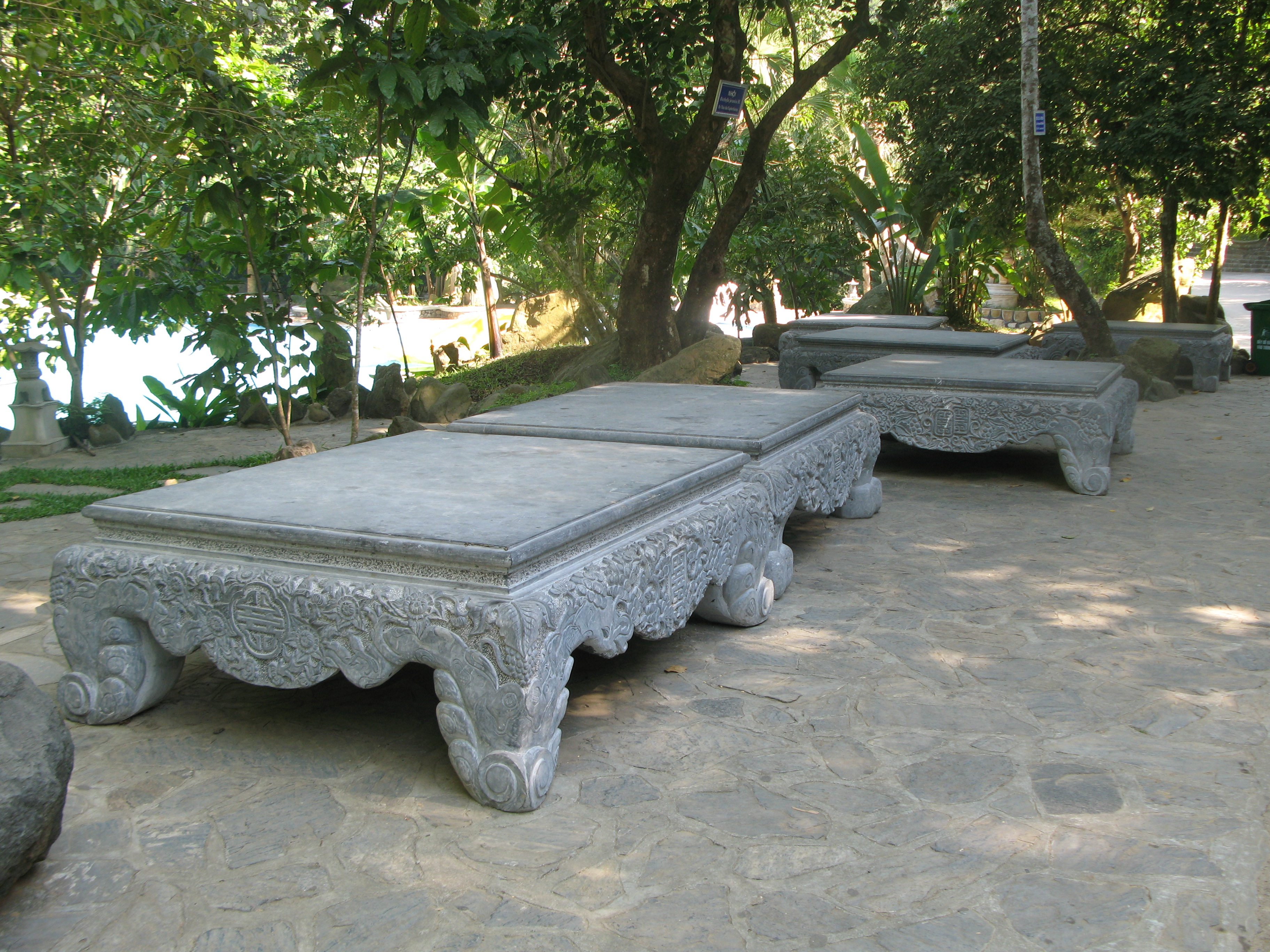
정원의 석평상
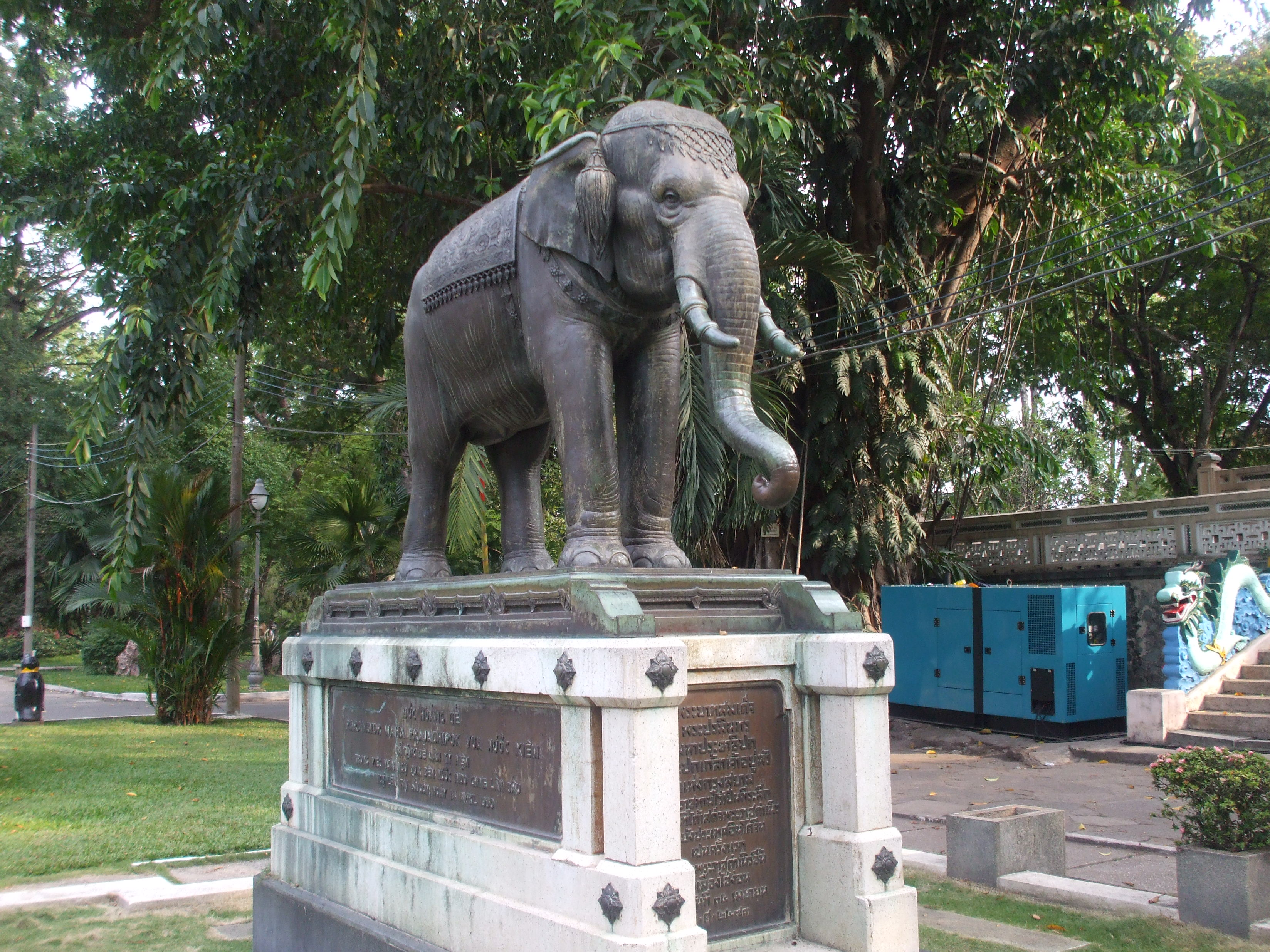
시암의 프라차티뽁 왕의 현신이라는 코끼리 상
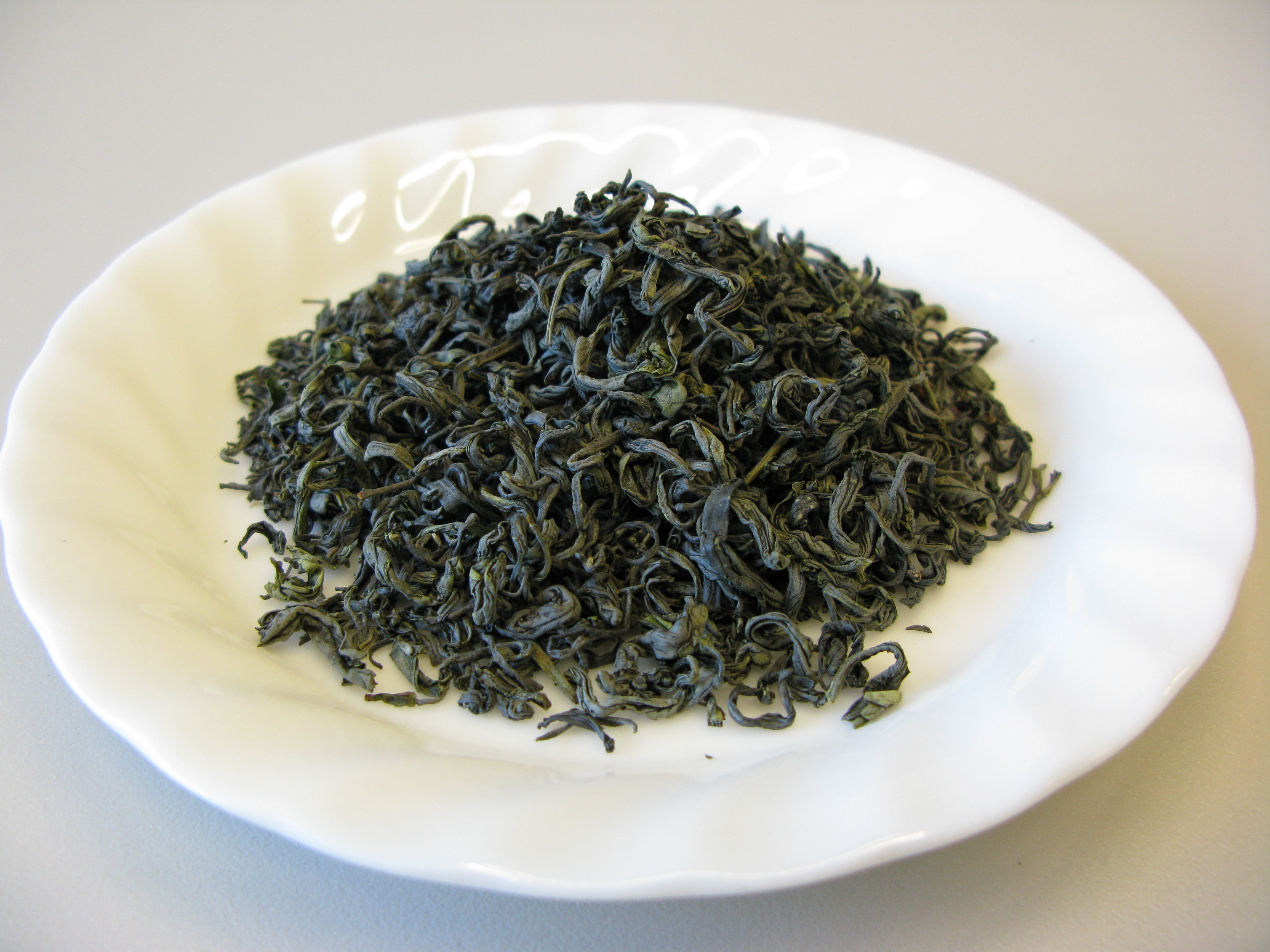
베트남 녹차
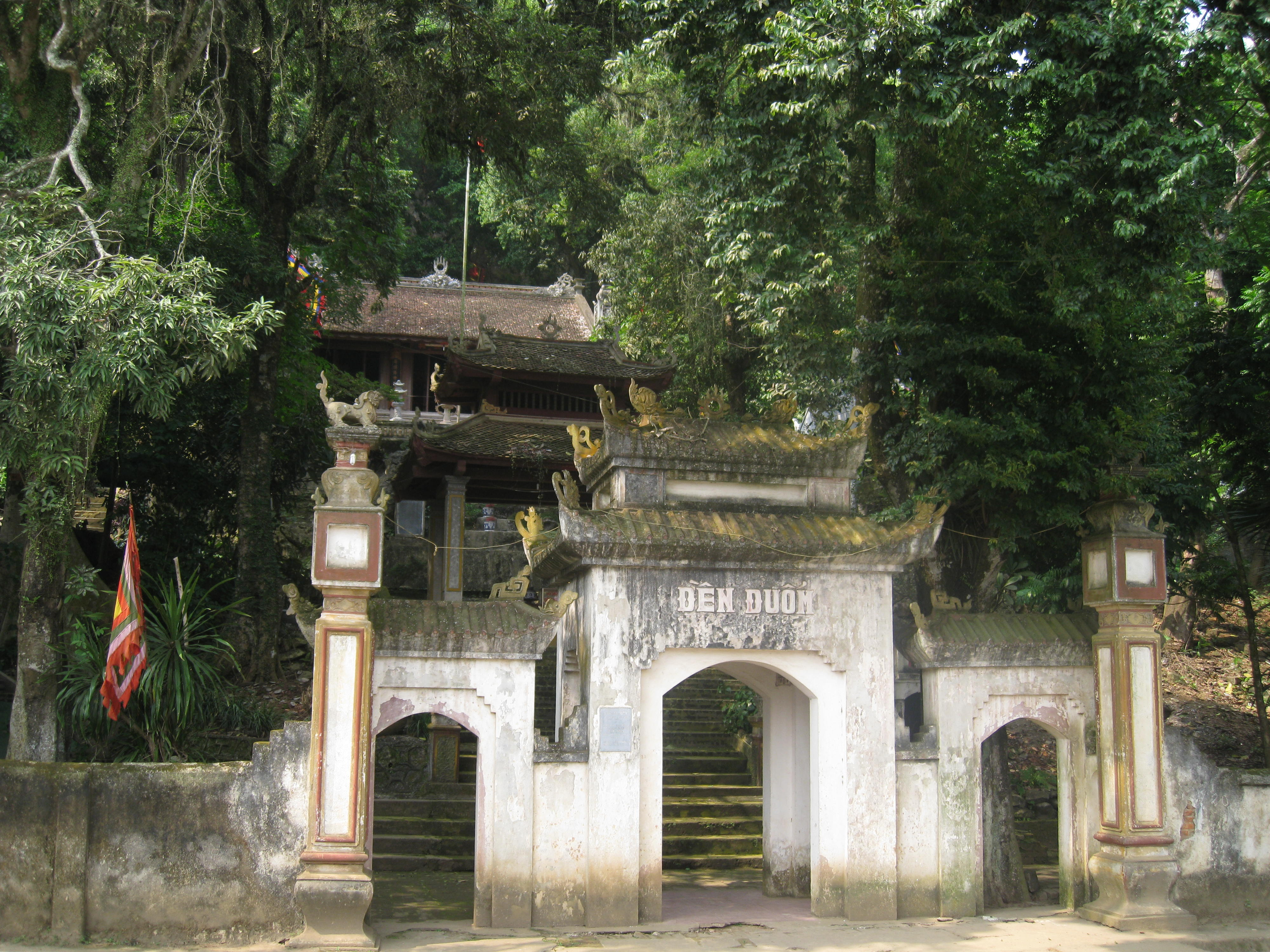
사원
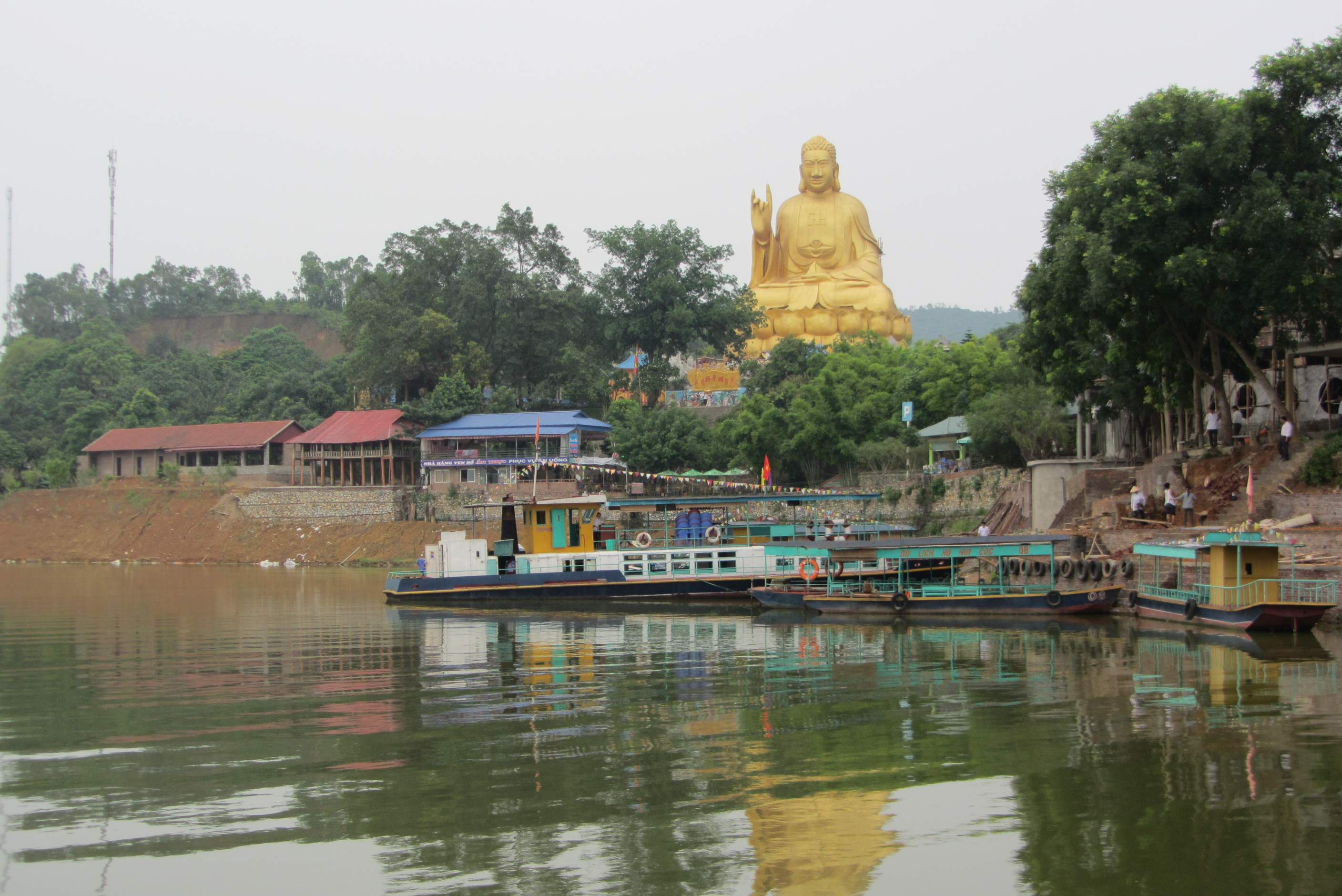
너이꼭 호수의 부처상과 유람 보트
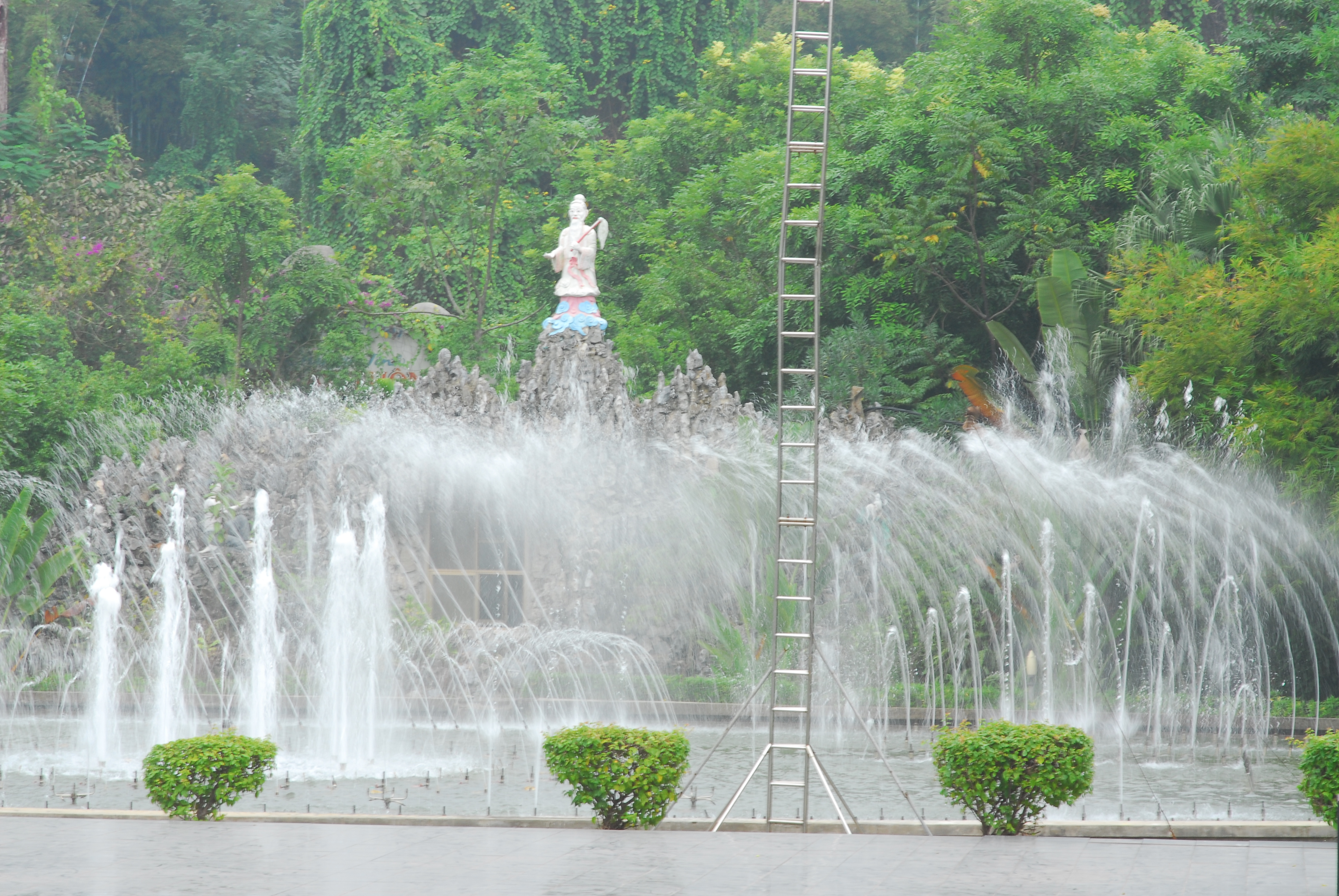
너이꼭 호수 여행자 지역의 분수
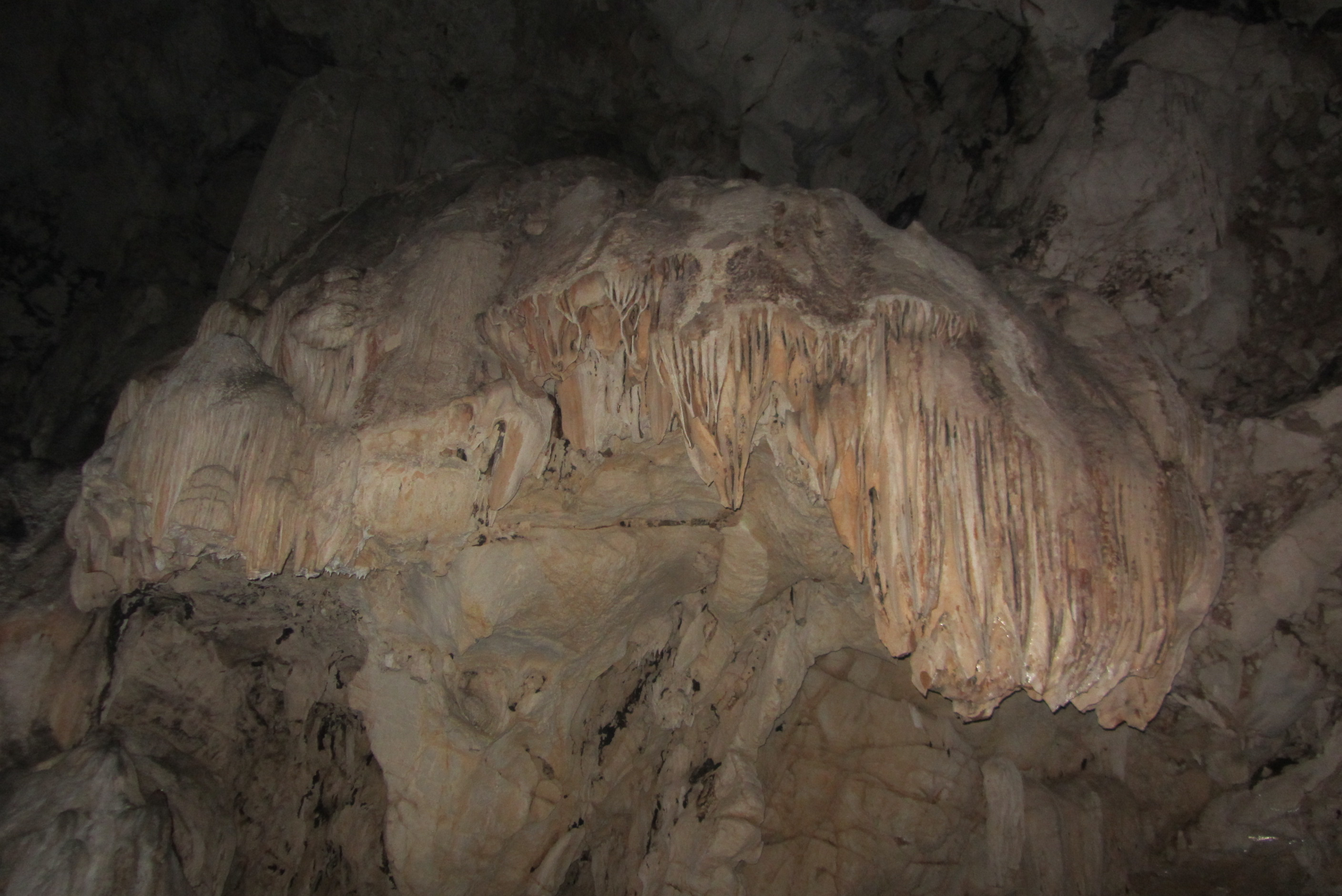
피닉스 동굴의 내부